# Academia Mayor de la Lengua Quechua
La Academia Mayor de la Lengua Quechua (quechua: Qheswa Simi Hamut'ana Kuraq Suntur [5V], Qhichwa Simi Hamut'ana Kuraq Suntur [3V]) es una organización peruana dedicada a la enseñanza, reivindicación y fomento del idioma quechua (variedad sureña), con sede principal en la ciudad del Cuzco.
Si bien su historia está ligada a distintas leyes del Estado peruano, su relación legal y/o administrativa con el Ministerio de Educación, el Ministerio de Cultura y el resto del Estado no es del todo clara. Aunque cuenta con diversas sedes o filiales en el resto de regiones del Perú y en varias ciudades del mundo, sus actividades suelen restringirse a la variedad cuzqueña (denominada como qheswa imperial o qheswa inka) y al ámbito del departamento del Cusco. En la actualidad, sus actividades se concentran en el ofrecimiento de cursos de quechua como segunda lengua, de festivales culturales y de coloquios académicos. La institución es fuertemente crítica de las políticas lingüísticas del Estado peruano (especialmente de la ortografía utilizada por el Ministerio de Educación), mientras que ha sido caracterizada de manera muy dura por especialistas y activistas como difusora de ideas lingüísticas antitécnicas, particularistas y discriminatorias (ver sección correspondiente).

## Antecedente: Academia Peruana de la Lengua Quechua
La Academia de la Lengua Quechua (ALQ) fue fundada por ciudadanos quechuahablantes bilingües notables en el Cuzco el 8 de noviembre de 1953. De acuerdo con Alan Durston,  el grupo fundador incluyó a Faustino Espinoza Navarro ("El Inca"), Santiago Astete Chocano, el padre Jorge A. Lira y Andrés Alencastre Gutiérrez (Killku Warak'a). Este último se convirtió en su primer presidente. Sus primeros estatutos fueron aprobados en enero de 1954. De ese modo, en el grupo fundador confluyeron lingüistas como Lira y Alencastre con defensores mestizos de la cultura quechua sin formación formal que obtuvieron reconocimiento como intelectuales. El 10 de diciembre de 1958, bajo el gobierno de Manuel Prado Ugarteche, se emitió la Ley 13059 que reconoce la existencia de la Academia Peruana de la Lengua Quechua con sede en la ciudad del Cusco.
En los años posteriores, los miembros de la Academia desarrollaron tesis según las cuales existían dos variedades quechuas: el Runa Simi o "quechua de la gente" y el Qhapaq Simi o "quechua imperial" o "quechua inka". Este último, supuestamente característico de la antigua capital inca y del que se consideraban herederos y guardianes habría sido el quechua "más puro" y el que debería ser enseñado en escuelas especiales (Yachay Wasi)
El 27 de mayo de 1975, el gobierno de Juan Velasco Alvarado oficializó el quechua con la Ley 21156; subsecuentemente aprobó un alfabeto moderno para el quechua bajo criterios fonológicos. En 1983, docentes y especialistas en las lenguas quechua y aimara de todo el Perú discutieron y aprobaron algunas modificaciones al alfabeto oficial vigente, incluyendo representantes de la ALQ. En relación a los quechuas sureños, la única diferencia sustancial respecto del alfabeto de 1975 era la implementación de tres únicas letras vocálicas 'a', 'i' y 'u' para ambas lenguas (siguiendo el mismo criterio fonológico ya adoptado con las consonantes). El 10 de octubre de 1985, el Gobierno del Perú oficializó tal pan-alfabeto quechua-aimara con solo tres vocales por Resolución Ministerial 1218-85-ED. A pesar de que Alencastre fue el primer investigador que propuso un alfabeto de tres vocales para el quechua en el mismo año 1953, y a pesar del compromiso previo en el Taller de 1983, los entonces miembros de la Academia se opusieron al alfabeto de 1985, de modo que en 1987 con apoyo de representantes del Instituto Lingüístico de Verano, aprobaron seguir usando el sistema con cinco vocales.

## Funcionamiento a partir de 1990

### Organización y relación con el Estado peruano
La actual Academia Mayor de la Lengua Quechua se gestiona al margen del Estado peruano, aunque se considera a sí misma como parte de él. Ello consta en su página web oficial:

La Academia Mayor de la Lengua Quechua, es un Organismo Público Descentralizado del Sector Educación, con personería jurídica de derecho público interno; con autonomía administrativa, académica, económica y normativa. Con sede central en la ciudad del Cusco (QOSQO).
Fue fundada como Academia Peruana de la Lengua Quechua por Ley N.º 13059 del 08 de noviembre de 1953 y promovida al rango de ACADEMIA MAYOR DE LA LENGUA QUECHUA por Ley N.º 25260 del 19 de junio de 1990.
AMLQ, Portal institucional

En el contexto de que se habían fundado varias Academias Quechuas departamentales en los años ochenta, la Ley N.º 25260 del 6 de junio de 1990 establece la creación de una Academia Quechua "Mayor" en el Cusco sobre la base de la Academia Peruana de la Lengua Quechua. Se buscaba que tal institución estuviera conformada por representantes de todas las academias quechuas del país y cumpliera un rol de liderazgo sobre estas. Sin embargo, tal norma nunca fue reglamentada ni implementada. Del mismo modo, las demás Academias regionales quechuas (como la de Cajamarca y la de Áncash) han seguido funcionando independientemente de la academia cuzqueña. En 2007, se introdujo un cambio normativo por el que la persona jurídica creada por la ley de 1990 pasaba de ser una "institución pública descentralizada del Sector Educación" a ser un "organismo público descentralizado" (OPD).
Es un asunto disputado si la AMLQ en operaciones es o no la persona jurídica de derecho público establecida por la normativa. Recién en 2009, el Ministerio de Educación creó una comisión para fijar los estatutos de la entidad establecida por la ley de 1990. En los considerandos de la resolución ministerial al respecto se enuncia la que es hasta hoy la posición jurídica oficial del Estado sobre la AMLQ:

[...] que la Academia Mayor de la Lengua Quechua, nunca se implementó no obstante haber transcurrido 19 años desde la Ley de su creación y que la Academia Peruana de la Lengua Quechua, feneció, razón por la cual no es posible cumplir con el requisito establecido en la parte final del artículo 7° de la citada Ley N° 25260, respecto de la representación mayoritaria de la Academia Peruana de la Lengua Quechua en la conformación de la Comisión que elaborará el Estatuto de la Academia Mayor de la Lengua Quechua. [...]
 Que, en tal sentido, resulta necesario designar a los miembros de la Comisión que elaborará el Estatuto de la Academia Mayor de la Lengua Quechua;[...]
Resolución Ministerial N° 0283-2009-ED

En noviembre del 2009, su entonces presidente Juan Incaroca denunció que un grupo de exdirectivos de la Academia habrían ingresado a su local forzando las cerraduras y sustrayendo bastante documentación administrativa.
En 2010 como señal de protesta ante la falta de presupuesto y de reglamentación de sus estatutos (que también afirmaban estaban desactualizados), 4 miembros de la Academia comenzaron una huelga de hambre que duró dos semanas y que concluyó con la asignación de presupuesto por parte del Ministerio de Educación. Sin embargo, tales gestiones no se concretaron
En 2016, una comisión arbitral de Indecopi afirmó que la AMLQ existente no era el organismo público establecido por la normativa vigente:

De la información antes mencionada puede advertirse que la institución que usa el nombre de la Academia Mayor de la Lengua Quechua, no tiene estatuto aprobado por el Ministerio de Cultura; pues únicamente cuenta con un estatuto interno donde consta la designación como presidente del directorio del imputado, según lo observado en el acta de inspección del 14 de mayo de 2015. Asimismo, se advierte que la ley de creación de la Academia Mayor de la Lengua Quechua, no se encuentra adecuada a la normativa actual y vigente.

De lo que se desprende que dicha institución de facto desarrolla actividades sin tener autorización del Ministerio de Cultura; así como carece de existencia, debido a que no cuenta con personería jurídica vigente, por lo que, la Comisión conviene en precisar que el imputado en la medida que dirige dicho establecimiento y usa la denominación de Academia Mayor de la Lengua Quechua, a través de dos letreros, con el fin de atraer a usuarios, se convierte en beneficiario de la publicidad difundida. En consecuencia, el imputado posee la calidad de anunciante, con responsabilidad sobre la presunta comisión infractora.
COMISION DE LA OFICINA REGIONAL DEL INDECOPI DE CUSCO
Resolución N° 226 -2016/INDECOPI-CUS

.
Durante el periodo anual de sesiones 2018-2019, la Comisión de Cultura y Patrimonio Cultural del Congreso del Perú evaluó un proyecto de ley que proponía, entre otros elementos, "la institucionalización de la Academia de la Lengua Quechua". Finalmente, no fue aprobado. 
En la práctica, se ha venido gestionando como una asociación privada. En 2023, durante las celebraciones por su "70 aniversario", su entonces presidente, Fernando Hermoza, sostuvo que son una institución autofinanciada, negando que reciban presupuesto del Estado Peruano. En ese mismo grupo de actividades, se colocó la primera piedra para la construcción de su nuevo local en la ciudad.
La gestión y funcionamiento de la AMLQ han sido caracterizadas por Tim Marr como ocurriendo "ni con el Estado ni con las bases sociales". Aunque su portal institucional presenta una sección dedicada a ello, su actual Estatuto no es público. Tampoco es pública su lista de "miembros titulares", aunque se sabe que los miembros nuevos son elegidos por los miembros actuales de la academia, y que son principalmente profesionales cusqueños. En diciembre del 2023, su junta directiva estaba integrada por Fernando Hermoza, David Quispe Orosco, Miguel Sánchez Andia, Julia Qquenaya Apaza y Ronal Cjuyro Mescco.

### Ideario y políticas lingüísticas propias
La misión de la institución, es velar por la «pureza» de la lengua quechua, estimular el desarrollo de la literatura en esa lengua y la investigación lingüística. Son comunes en sus documentos y eventos múltiples nombres honoríficos en quechua y castellano para referir al quechua cuzqueño, tales como "qhapaq simi", "quechua puro", "quechua clásico", "quechua imperial", "quechua legítimo", "runasimi inka", "inka rimay", "idioma imperial", "auténtico idioma nacional", "lengua de los dioses andinos", "lengua madre", "qhapaq runasimi", "lengua universal" o "misk'i simi".
Los miembros de la AMLQ mantienen ideas acerca de los orígenes y expansión de la lengua quechua que hoy son consideradas descartadas por los especialistas en virtud de la evidencia dialectológica e histórica. Por ejemplo, en 2020, su entonces presidenta Juana Rodríguez Torres afirmaba que fue el quechua cuzqueño la variedad que fue difundida hacia el norte por el inca Pachacútec, quien habría sido el principal responsable de quechuizar el espacio andino. David Samanez Flórez, miembro de la Academia, ha seguido sosteniendo el origen cusqueño de la lengua quechua, que según él tendría presencia en la zona desde la época precerámica idea desmentida por los especialistas desde los años sesenta. Según Samanez, contrariamente a todas las clasificaciones serias, la división principal entre las lenguas quechuas sería entre la variedad cuzqueño-boliviana y una rama que agruparía a todas los demás quechuas. Hasta los años ochenta, su entonces presidente seguía afirmando que todas las demás lenguas quechuas "derivaban" del dialecto cuzqueño. También se ha reportado que los miembros de la AMLQ reproducen prejuicios que consideran a las demás variedades quechuas como variedades «degeneradas» o más «toscas».

El Qheswa Simi del Qosqo es el idioma matriz [sic], razón por la cual en dicha ciudad está la sede de la Academia Mayor de la Lengua Quechua en América.
AMLQ, Diccionario oficial Simi Taqe

El qheswa simi o runa simi [...]. Este idioma es metropolitano. Su nacimiento y florecimiento se dio en el Qosqo; por eso decimos Quechua Imperial. Es la lengua madre [sic] o lengua general de donde han procedido los quechuas dialectales y subdialectales, como el quechua Ancash-Huaylas, Ayacucho-Chanca, Cajamarca-Cañaris, Collao, Huanca-Junín, San Martín, etc., como también los de Argentina, Chile, Bolivia, Ecuador, Colombia, Brasil. En el momento  actual se habla tal como se habló, con dulzura e integración, con ligeras modificaciones, tan naturles y necesarias en la lingüística diacrónica; pero se conserva su mayor pureza y dicción. Es una de las más expresivas y exactas del mundo; es patrimonio de una cultura no superada por otra.
Juan Antonio Manya A.,
expresidente de la AMLQ

La Academia Mayor de la Lengua Quechua sigue utilizando la versión del alfabeto quechua oficial peruano de 1976 con cinco vocales. Por eso, escribe Qosqo y no Qusqu para "Cusco". Según la AMLQ, por Resolución Presidencial No 001 del 12 de octubre de 1990 se "ratifica el Alfabeto Básico del Quechua Imperial de 1975 compuesto de 31 grafemas: cinco vocales y 26 consonantes para Qosqo-Puno" Aunque en el pasado han editado varias revistas, como Inka Rimay, hoy su principal publicación es el diccionario Simi Taqe, aparecido originalmente en 1995 y que ha sido reeditado múltiples veces (sobre sus críticas, ver sección correspondiente). Aparte de los cursos de quechua como segunda lengua que ofrecen al público, rutinariamente la institución organiza capacitaciones cortas gratuitas para profesionales locales sobre lectoescritura quechua.
A menudo, los miembros de la AMLQ se refieren despectivamente a los encargados de políticas lingüísticas de los ministerios de Educación y de Cultura, y a los académicos especialistas en el área andina. El experto en lenguas andinas Paul Heggarty resumía hace unos años la relación de la AMLQ con los lingüistas de la siguiente manera:

Muchas personas que trabajan con el quechua terminan viendo su actitud de "nosotros hablamos el quechua inka [sic] real y puro" como realmente dañando en muchas maneras el resurgimiento del quechua antes que ayundado a él. [...] El resultado de todo esto es que la mayoría de lingüistas profesionales que trabajan sobre el quechua tienen una visión más bien oscura, por no decir desesperada, acerca de la Academia, y no es sorprendente que sus relaciones con los lingüistas generalmente sean pobres. La Academia tiene un GRAN problema con la lingüística. [...]
Mientras que tiene poco sentido dirigirse a la Academia para estudiar lingüística quechua, repito lo dicho anteriormente. 	Si usted desea encontrar un grupo interesante de profesionales que hablan un quechua claro y cuidado, este sí es un lugar que visitar. Manténgase alejado de la lingüística y sus miembros generalmente son amigables, hospitalarios y generosos, y sí recomiendo llegar a conocer a algunos de ellos. [...] La Academia necesita desesperadamente ganar algo de respeto. Para bien o para mal, tiene el nombre y podría ser muy útil para ayudar al estatus del quechua, pero en este momento es completamente pasada por alto por los lingüistas profesionales, y el trabajo que [la AMLQ] sí realiza es a menudo contraproducente por ser tan lingüísticamente desinformado.
Paul Heggarty, lingüista

### Congresos Mundiales de Quechua
El Tercer Congreso Mundial de Quechua, Yuyayyaku Wawakuna, fue realizado en Salta en octubre de 2004. Entre sus principales conclusiones, se encuentran las labores de la Academia y de sus filiales, como difundir "la fonética y fonología originales" de los fitónimos, zoónimos, antropónimos y topónimos quechuas, coordinándose con las autoridades políticas y turísticas; recomendar a sus afiliados que difundan las publicaciones relacionadas al idioma, para que la institución archive todas las obras como parte de su patrimonio y recomendar a la Academia una organización característica de la cultura andina; no utilizar los modelos de academias foráneas, y crear un modelo organizativo propio.
En noviembre de 2010 se realizó el VI Congreso Mundial de Quechua, denominado "Pachakutip K’anchaynin" ("Nuevos tiempos de prosperidad y de cambio nos están alumbrando"). Se desarrolló en Cochabamba, Bolivia.

### Impacto en la legislación local y regional
La AMLQ ha logrado influir en varias normas locales y regionales, y a menudo ha sido respaldada por las autoridades cuzqueñas que veían su pentavocalismo como una reivindicación regionalista. Así, la ley de oficialización de la Región Inka de 1991 oficializaba el alfabeto quechua de la AMLQ. Del mismo modo, su criticado diccionario oficial fue patrocinado por la Municipalidad Provincial en 1995 y por el Gobierno Regional en 2005.
El Consejo Regional del Cusco, mediante la Ley Orgánica de Gobiernos Regionales N.° 27867 y su modificatoria Ley N.° 27902 y el Reglamento Interno de Organización y Funciones del Consejo Regional del Cusco debatió y aprobó la Ordenanza Regional N° 011-2003-CRC/GRC, vigente desde el 4 de noviembre de 2003, en la que se declara "Día del Idioma Quechua o Runasimi Inca" el 8 de noviembre de cada año, en el ámbito del departamento del Cusco, como reconocimiento al 50° aniversario de la fundación de la Academia Mayor de la Lengua Quechua, realizada el 8 de noviembre de 1953.
También declara "la obligatoriedad de la enseñanza y aprendizaje de la lengua quechua" en todos los niveles de educación inicial, primaria, secundaria y educación superior no universitaria, en especial en las zonas con predominancia quechua-hablante del departamento del Cusco, y encargar «la reglamentación de la Ordenanza Regional» a la Academia Mayor de la Lengua Quechua.
En 2016, el Gobierno Regional del Cusco emitió una ordenanza que, aunque no menciona a la AMLQ, declaró la lengua quechua como idioma "completo y pentavocal", y estableciendo su enseñanza obligatoria en la región:

Artículo Primero.- RECONÓZCASE para todo fin, el Idioma Quechua o Runa Simi como un idioma completo [sic] y pentavocal, por la naturaleza articulatoria de sus sonidos [sic], conforme a los considerandos y el sustento académico e histórico del Informe Lingüístico del Departamento Académico de Lingüística de la Facultad de Comunicación Social e Idiomas de la Universidad Nacional San Antonio Abad del Cusco, el mismo que se adopta para los fines y objetivos de la presente Ordenanza Regional y en observancia a lo establecido por las normas y leyes vigentes de la materia.

Artículo Segundo.- DISPONER se incorpore en la currícula educativa regional de manera obligatoria el uso, manejo oral, escrito y enseñanza obligatoria del Idioma Quechua variedad Qosqo - Qollao pentavocal en todos los niveles y modalidades educativas (inicial, primaria, secundaria, superior universitario y no universitario) del Departamento del Cusco, según a la identidad cultural lingüística que corresponde a los habitantes andinos y amazónicos del Departamento del Cusco, utilizándola indistintamente con otros idiomas como el castellano.
ORDENANZA REGIONAL Nº 115-2016-CR-GRC.CUSCO.

Uno de los objetivos de dicha norma era establecer que la educación intercultural bilingüe en la región pase a utilizar la ortografía de la AMLQ. La ordenanza mencionaba como sustento un supuesto informe técnico del Departamento de Lingüística de la Universidad Nacional San Antonio Abad del Cusco, que fue solicitado sin éxito por las autoridades educativas al gobierno regional. Tras solicitar en 2019 otro informe técnico-lingüístico a esa misma universidad, mismo que fue remitido por su Departamento de Lingüística el 8 de noviembre de 2021, las autoridades educativas han decidido no aplicar el pentavocalismo mandado por la norma.

## Críticas y problemas
- Relación con las demás variedades quechuas: En el pasado, se ha acusado a la AMLQ de invisibilizar la diversidad de las lenguas quechuas y de querer imponer que el quechua actual de la ciudad del Cusco (que ellos llaman Inka Qheswa o Quechua Imperial), con todas sus peculiaridades dialectales, debiera ser asumido como el estándar oficial para todos los quechuas.[46] De hecho, su actual portal institucional presenta su diccionario de quechua cuzqueño como "diccionario oficial de la lengua quechua".[47] También se han opuesto al uso de la categoría macro-dialectal "quechua sureño" en las políticas del Estado peruano[cita requerida], por ejemplo para el diseño de los materiales de la educación intercultural bilingüe. Diversos especialistas han sostenido que las políticas y discursos de la AMLQ intentan prestigiar y elevar a norma sobre todo al sociolecto quechua de los mestizos bilingües urbanos del Cuzco (para el que suelen usar el glotónimo Qhapaq Simi), relegando al quechua cuzqueño rural a un segundo plano.[48][49][50][51]
- Sobre la calidad de su diccionario oficial: Distintos filólogos y lexicógrafos han resaltado las múltiples inconsistencias y errores presentes en el diccionario Simi Taqe, diccionario oficial de la AMLQ.[52] Se han anotado inconsistencias ortográficas y metodológicas, así como patentes errores etimológicos. Sin embargo, sus principales aspectos problemáticos atienden a su pretensión de valor pan-quechua, cuando la información sobre variedades no-cusqueñas es pobre y subordinada; y a su exclusión sistemática del léxico usual quechua de origen hispánico como consecuencia de una ideología de purismo lingüístico.[53][54][55]

El DAMLQ (1995) [Diccionario de la AMLQ] no es una obra seria ni constituye un instrumento de consulta. [...] a juzgar por sus defectos, la obra no contribuye al logro de la autonomía del aprendiz de la lengua, por lo que no es una herramienta del pensamiento para la codificación o la decodificación.
Finalmente, si el DAMLQ (1995) es una especie de material académico, enciclopédico y manual de turismo; entonces es una obra lexicográfica híbrida y defectuosa. Por lo tanto, no tiene la suficiente solvencia normativa como diccionario de lengua para legitimarse como referente normalizador.
César Jara Luna (2016, p. 404)

- Sobre su defensa del pentavocalismo ortográfico quechua: Los miembros de la AMLQ han defendido el uso de un alfabeto con 5 letras vocálicas a menudo ofreciendo argumentos fonológicos para defender que el quechua cusqueño (o todos los quechuas) tendrían 5 fonemas vocálicos */i, e, a, o, u/ (por ejemplo, en el diccionario Simi Taqe). Estas argumentaciones fonológicas han sido gravemente criticadas como antitécnicas, desconocedoras de la teoría fonológica o faltas de honestidad intelectual.[53][57][58]
- Incidente en la Wikipedia en quechua: En 2006 un grupo de personas ligadas a esta institución vandalizó la Wikipedia en quechua sureño, insultando a los editores y malogrando la portada principal. Ante esto, la página principal de la Wikipedia en quechua se convirtió en una de las poquísimas portadas en lenguas en peligro de extinción que tuvo que ser protegida.